# La Benâte

La Benâte este o comună în departamentul Charente-Maritime, Franța. În 1 ianuarie 2018 avea o populație de 393 de locuitori.